# Rita Marrafa de Carvalho
Rita Marrafa de Carvalho (Setúbal, 13 de junho de 1977) é uma jornalista, escritora, correspondente de guerra, professora universitária portuguesa.

## Carreira profissional
Licenciada em ciências da comunicação pela Universidade Nova de Lisboa com mestrado em cultura contemporânea, Rita Marrafa de Carvalho é jornalista da RTP desde 2000. Foi enviada especial para cobrir o tsunami no sudeste asiático em 2004, as grandes cheias na Madeira, em 2010, o primeiro aniversário dos ataques de 11 de setembro de 2001 em Nova Iorque ou o mundial de futebol na África do Sul em 2010. Acompanhou, durante dez anos, o processo Casa Pia, e cobriu grande parte dos julgamentos mais mediático do país. Como redatora principal, geriu a pasta da justiça, realizou várias grandes reportagens e os documentários A Corte Carioca e A Morte de Rosalina Ribeiro. Recebeu, em 2009, uma menção honrosa do prémio de jornalismo direitos humanos e integração da UNESCO. Foi professora de jornalismo audiovisual na ETIC e é, frequentemente, convidada para seminários e palestras que envolvam o tema de justiça e investigação criminal. Escreve, com regularidade, para a plataforma feminista Capazes. Em janeiro de 2022, assumiu a cordenação do programa semanal «A Prova dos Factos» na RTP e foi enviada especial à Ucrânia para a cobertura sobre a invasão russa daquele país.

## Vida pessoal
Marrafa de Carvalho é natural de Setúbal e teve dois filhos, Mariana e Miguel, com o repórter de imagem José Carlos Ramalho.

## Livros
- Vieste p@ra ser o meu livro (2006) Prime Books.
- Esmeralda ou Ana Filipa (2008) Oficina do Livro.
- Caracolando (2015) Science4you.[8]
- Depois do crime (2021) Casa das Letras.[9]

## Prémios
Troféus de Televisão TV 7 Dias/Impala
| Ano  | Prémio                           | Resultado |
| ---- | -------------------------------- | --------- |
| 2021 | Informação - Jornalista/Repórter | Indicado  |